# Bollywood Hungama
Bollywood Hungama (anteriormente conocido como IndiaFM o IndiaFM.com) es un sitio web de entretenimiento de Bollywood, propiedad de Hungama Digital Media Entertainment, que adquirió el sitio web en 2000. Bollywood Hungama otorga a todos permiso para usar algunas de sus imágenes bajo la licencia CC-BY-3.0.
El sitio web ofrece noticias relacionadas con la industria cinematográfica india, particularmente Bollywood, reseñas de películas e informes de taquilla. Lanzado el 15 de junio de 1998, el sitio web originalmente se llamaba «IndiaFM.com». Cambió su nombre a «Bollywood Hungama» en 2008.
Hasta abril de 2017, su ranking Alexa en India es 1042.